# 索菲·莫雷塞-皮绍
索菲·莫雷塞-皮绍（法語：Sophie Moressée-Pichot，1962年4月3日—），法国女子击剑运动员。她曾代表法国参加1996年和2000年夏季奥林匹克运动会击剑比赛，其中1996年奥运会获得一枚金牌。